# Senua's Saga: Hellblade II
Senua's Saga: Hellblade II — відеогра в жанрі пригодницького бойовика, розроблена Ninja Theory і видана Xbox Game Studios. Вона є продовженням Hellblade: Senua's Sacrifice (2017). Сюжетна історія розгортається в X столітті та оповідає про воїтельку на ім'я Сенуа, яка вирушає до Ісландії, щоби боротися з вікінгами, які поневолюють її народ, та велетнями, які натомість призвели до появи драугрів, що знищують поселення. Ігровий процес має управління від третьої особи, через яке гравець контролює Сенуа та досліджує локації, де б'ється із ворогами та вирішує головоломки.
Креативний директор Ninja Theory Тамім Антоніадес, який брав участь у ранніх етапах розробки Senua's Saga, надихнувся на створення продовження, подорожуючи Ісландією після випуску Senua's Sacrifice. Студія прагнула розвинути тему психозу з першої частини, а також написати історію, яка була б схожа на давні міфи та саги. Меліна Юрґенс знову зобразила Сенуа, виконавши озвучування та захоплення руху персонажа, а гурт Heilung було залучено до написання саундтреку. Проєкт створено на основі ігрового рушія Unreal Engine 5.
Senua's Saga: Hellblade II була випущена для Windows та Xbox Series X/S у травні 2024 року. Вона отримала схвальні відгуки критиків.

## Розробка
Senua's Saga: Hellblade II розроблена Ninja Theory, яка створила Hellblade: Senua's Sacrifice (2017) і була придбана компанією Microsoft у 2018 році, унаслідок чого стала дочірньою студією Xbox Game Studios, працюючи над ексклюзивними проєктами. Із часів Senua's Sacrifice, якою займалося приблизно 20 осіб, студія збільшила кількість своїх співробітників до 100; приблизно 80 з них були долучені до роботи над Senua's Saga. Тамім Антоніадес, співзасновників і креативний директор Ninja Theory, брав участь у розробці на ранніх стадіях, але згодом залишив студію. Надалі провідними керівниками проєкту стали художній директор з оточення Ден Аттвелл, директор із візуальних ефектів Марк Слейтер-Танстілл і звуковий директор Девід Гарсіа.
Після випуску першої частини Антоніадес вирішив узяти перерву і вирушив у подорож, під час якої відвідав Ісландію. Він був настільки вражений «благоговінням і красою місця», що це надихнуло його розпочати роботу над Senua's Saga, у якій Ісландія стала головним сетингом. Аттвелл описав країну як «геологічний тематичний парк», а голова Ninja Theory Дом Меттьюс згодом назвав гру «любовним посланням до Ісландії». Антоніадес заявив, що студія хотіла створити нову частину як «щось дуже особливе», а не звичайне продовження. Він також сказав, що команда прагнула написати такий сюжет, який можна було б порівняти із давніми міфами та сагами.
У продовженні розробники хотіли змістити акцент зі змальовування психозу як внутрішньої боротьби Сенуа на дослідження її взаємодії з навколишнім світом з огляду на її суб'єктивне сприйняття реальності. Вони знову консультувалися з професором Кембриджського університету Полом Флетчером та людьми, які страждають від психозу, щоб автентично зобразити цей стан у Сенуа. Меліна Юрґенс, яка вкотре озвучила протагоністку і виконала захоплення руху, не хотіла зобразити свою героїню як таку, що «подолала всі свої негаразди [... і] зцілилася», зазначивши, що люди, які страждають від психозу, зазвичай не можуть повністю позбутися цього стану. Натомість вона хотіла показати еволюцію Сенуа від «жертви психозу» до особистості, здатної не тільки здобути більший контроль над своїм розладом, а й використовувати його як інструмент для досягнення цілей. Під час підготовки до ролі Юрґенс здійснила подорож до Ісландії з метою особисто дослідити суворі кліматичні умови регіону, щоб краще передати відчуття Сенуа. Крім того, вона вивчила різні стилі фехтування та бойових мистецтв, і самостійно виконувала трюки. На зачіску, макіяж і одягання Юрґенс у костюм Сенуа вимагалося близько восьми годин. Аніматори також пройшли курс бойової підготовки, щоб автентично дублювати рухи ворожих персонажів. Еббі Ґрінленд і Гелен Ґолан повторили ролі Фурій (англ. Furies) — голосів, які чує Сенуа.
У Senua's Saga представлено оновлену бойову систему, де акцент зроблено на її органічному зв'язку з наративною складовою. Епізод «Битва бастардів» із серіалу «Гра престолів» (2011—2019) став головним джерелом натхнення для бойової системи. Розробники зробили акцент на сутичках віч-на-віч та прагнули створити їх як напружені, непередбачувані й імерсивні моменти, щоби переконливо передати боротьбу Сенуа за виживання. Протягом 75 днів вони записали безліч бойових анімацій за допомогою захоплення руху для різних сценаріїв під час сутичок. Замість покадрової анімації розробники використовували захоплення руху як для бойових, так і для всіх інших рухів.
Ninja Theory створила опрацьований фрагмент гри, перш ніж перейти до її подальшої розбудови вже на стадії повноцінної розробки. На відміну від першої частини, яка була створена на ігровому рушії Unreal Engine 4, для розробки продовження Ninja Theory використала новітніший Unreal Engine 5, що дало змогу удосконалити моделі персонажів, анімації та інші візуальні складові, а також ефективніше задіяти можливості консолі Xbox Series X/S загалом. На Series X/S розробники обмежили частоту кадрів у 30 на секунду з метою створення більш кінематографічного враження. Студія застосувала фреймворк MetaHuman від Epic Games для створення анімації облич. Процеси захоплення руху були проведені в новому офісі Ninja Theory, де спеціально для цього було обладнано відповідне приміщення. Розробники знову співпрацювали з 3Lateral:04:38, яка є дочірньою компанією Epic Games і спеціалізується на оцифровуванні захоплення руху. Співробітник 3Lateral Урош Сікіміч сказав, що команда хотіла зробити кінцевий результат «якомога фотореалістичнішим, водночас експериментуючи або досліджуючи нові кінематографічні методи»:04:46. Крім того, Ninja Theory співпрацювала із компанією Ziva Dynamics, що спеціалізується на візуальних ефектах, а також Altered AI, яка створює озвучування за допомогою штучного інтелекту, що було використано для заповнення контенту на ранніх стадіях розробки.
Коли Антоніадес повернувся з першої подорожі до Ісландії, студія звернулася до місцевої продюсерської компанії Sagafilm, щоб дослідити місцевість, і протягом двох тижнів відвідала понад 40 локацій. Через кілька місяців Антоніадес знову повернувся до Ісландії, цього разу із супроводженням основних розробників художнього, дизайнерського і звукового відділів Ninja Theory, щоби провести фотографування, фотограмметрію та запис звукового ландшафту. Під час цієї подорожі вони співпрацювали із командою Quixel, що створює різноманітні 3D-моделі на основі сканування об'єктів реального світу. Згодом розробники об'єднали отримані графічні матеріали із супутниковими даними, щоб відтворити ландшафт Ісландії IX століття. Антоніадес сказав: «Ідея полягає в тому, щоб зробити речі справжніми чи правдоподібними, і найкращий спосіб досягти цього — ґрунтувати все на реальних речах». Аналогічний підхід було застосовано до багатьох інших елементів, як-от зачіски та макіяж, а також одяг, який був створений дизайнерами з костюмів із використанням матеріалів і техніки, притаманних періоду часу, зображеного в Senua's Saga, і потім просканований для отримання 3D-копій:00:54. За словами Аттвелла, студія надихалася режисерськими методами Роберта Еґґерса, зокрема його прихильністю до історичної точності в зображенні різних предметів. Як і минулого разу, розробники використали метод бінаурального запису для відтворення слухових галюцинацій:04:59. Студія залучила гурт Heilung до створення саундтреку, вважаючи, що «їхня майстерність, глибина [та] змістовність у музиці чудово поєднується з нашою грою і надає їй особливої вагомості»:06:05.

## Маркетинг й випуск
Senua's Saga: Hellblade II була анонсована 13 грудня 2019 року під час церемонії The Game Awards, де було показано дебютний трейлер; вона стала першим анонсованим консольним ексклюзивом Xbox Series X, яка була представлена раніше того ж дня. У грудні 2021 року було показано трейлер ігрового процесу під час чергової церемонії The Game Awards. У березні 2023 року гра була представлена в технологічній демонстрації для функції анімації облич, що використовується фреймворком MetaHuman. У червні було показано черговий трейлер під час презентації Xbox Games Showcase. У грудні студія випустила новий трейлер ігрового процесу в рамках The Game Awards. У січні 2024 року було показано відео з коротким оглядом різних аспектів гри під час презентації Xbox Developer Direct. Ninja Theory також випускала такі матеріали, як відеощоденники про виробництво й концепт-арти. Senua's Saga була випущена 21 травня 2024 року для Windows та Series X/S. Вона стала доступною в хмарному сервісі Xbox Cloud Gaming і сервісі за підпискою Xbox Game Pass в день випуску.

## Сприйняття
| Агрегатор  | Платформа | Оцінка |
| ---------- | --------- | ------ |
| Metacritic |           |        |
| Win        | 81/100    |        |
| XSXS       | 80/100    |        |
| OpenCritic |           |        |
| Н/Д        | 77 %      |        |

| Видання               | Платформа | Оцінка |
| --------------------- | --------- | ------ |
| Digital Trends        |           |        |
| XSXS                  | 4/5       |        |
| Eurogamer             |           |        |
| XSXS                  | 5/5       |        |
| Game Informer         |           |        |
| XSXS                  | 9/10      |        |
| GameSpot              |           |        |
| XSXS                  | 6/10      |        |
| GamesRadar+           |           |        |
| XSXS                  | 5/5       |        |
| IGN                   |           |        |
| XSXS                  | 8/10      |        |
| NME                   |           |        |
| XSXS                  | 3/5       |        |
| PC Gamer (США)        |           |        |
| Win                   | 58/100    |        |
| PCGamesN              |           |        |
| Win                   | 9/10      |        |
| PCMag                 |           |        |
| XSXS                  | 4/5       |        |
| Shacknews             |           |        |
| Win                   | 9/10      |        |
| TechRadar             |           |        |
| XSXS                  | 4/5       |        |
| Video Games Chronicle |           |        |
| Win                   | 3/5       |        |
| VG247                 |           |        |
| XSXS                  | 3/5       |        |

Senua's Saga: Hellblade II отримала «загалом схвальні» відгуки за даними агрегатора рецензій Metacritic. Агрегатор OpenCritic позначив 77 % оглядів як такі, що рекомендують гру.